# Endre Ady
Endre Ady (diósadi Ady András Endre), född 22 november 1877 i Érmindszent, Kungariket Ungern, död 27 januari 1919 i Budapest, Ungern, var en av Ungerns mest betydande skalder. Han är känd som symbolismens företrädare i den ungerska litteraturen och fick sitt litterära genombrott efter resor till Paris.

## Biografi
Under åren 1896-1904 var Ady journalist i  Nagyvárad och efter 1904 bodde han i Paris och Budapest. Under inflytande av Paul Verlaine och de övriga franske dekadenterna eller symbolisterna utvecklade sig Ady tidigt till Ungerns främsta yngre lyriker och fick många efterföljare. Bland hans talrika diktsamlingar kan särskilt nämnas Versek (Verser; 1898), Új versek (Nya verser; 1906), Vér és arany (Blod och guld; 1908), Az Illés szekerén (På Elias’ vagn; 1909) och Szeretném ha szeretnének (Ack, jag skulle önska, att man tyckte om mig; 1910). Ady var även prosaförfattare. Genom sin oförbehållsamma bekännelse såsom varande ett med det ungerska proletariatet (tydliggjord bland annat i dikten "Csák Máté földjén") blev Ady erkänd och hyllad som en sann revolutionär i det socialistiska Ungern.  
I den ungerska staden Baja finns ett bibliotek uppkallat efter Endre Ady.